# حوزه انتخابیه رزن
حوزهٔ انتخاباتی رزن یکی از حوزه‌های استان همدان برای انتخابات مجلس شورای اسلامی است. حوزه انتخاباتی رزن از اولین دوره مجلس شورای اسلامی و به مرکزیت رزن تاسیس شد و ۱ کرسی در مجلس شورای اسلامی دارد. همچنین رزن قبل از انقلاب ۱۳۵۷ در سال ۱۳۳۹ از دوره بیستم مجلس شورای ملی صاحب حوزه انتخابیه بود و تا دوره بیست و چهارم که منتهی به انقلاب شد ۱ کرسی نمایندگی در مجلس شورای ملی داشت.
نمایندگان ادوار مختلف مجلس شورای اسلامی این حوزه انتخابیه به شرح جدول زیر است:
| نام و نام خانوادگی       | دوره    | تعداد آرا کسب شده | درصد آرا | حوزه         |
| ------------------------ | ------- | ----------------- | -------- | ------------ |
| محی‌الدین انواری          | نخست    | ۷۰,۶۵۰            | ۶۳.۶۰    | رزن و فامنین |
| ابوالفضل رحمانی‌اصل       | دوم     | ۵۰,۲۹۴            | ۵۱.۱۰    | رزن و فامنین |
| احمد رهبری               | سوم     | ۲۸,۵۳۹            | ۵۲.۸۰    | رزن و فامنین |
| محمدمهدی مفتح            | چهارم   | ۱۴,۱۵۵            | ۴۷.۵     | رزن          |
| محمدمهدی مفتح            | پنجم    | ۳۲,۳۵۷            | ۶۱.۶     | رزن          |
| محمد پیران               | ششم     | ۲۸,۵۱۳            | ۶۰.۱۰    | رزن          |
| محمدمهدی مفتح            | هفتم    | ۲۰,۱۹۵            | ۳۷.۳۷    | رزن          |
| محمدمهدی مفتح            | هشتم    | ۱۰۰۶۹             | ۲۶.۵۲    | رزن          |
| عطاءالله سلطانی صبور     | نهم     | ۴۰,۵۷۲            | ۴۰.۸۰    | رزن          |
| حسن لطفی                 | دهم     | ۲۵,۳۲۴            | ۵۲.۲۵    | رزن          |
| حسن لطفی                 | یازدهم  | ۱۹,۸۶۵            | ۳۴,۳     | رزن و درگزین |
| سید ابوالحسن مصطفوی غمام | دوازدهم | ۱۶٬۰۲۸            | ۲۹.۱     | رزن و درگزین |